# Izrael (Nikulicki)
Izrael, imię świeckie: Iwan Jewgrafowicz Nikulnicki, inny wariant nazwiska: Mikulicki (ur. 1832, zm. 11 kwietnia?/23 kwietnia 1894) – rosyjski biskup prawosławny.
Był synem prawosławnego diakona. Ukończył seminarium duchowne w Riazaniu, zaś w 1856 także Moskiewską Akademię Duchowną, z tytułem kandydata nauk teologicznych. W 1857 został inspektorem szkoły duchownej w Kałudze. W tym samym roku, 22 grudnia, złożył wieczyste śluby mnisze z imieniem Izrael. W roku następnym przyjął święcenia kapłańskie.
Od 1863 do 1872 był inspektorem seminarium duchownego w Mohylewie, od 1866 jako ihumen, zaś od 1868 jako archimandryta. Od 1872 do 1879 był p.o. rektora seminarium duchownego w Witebsku.
8 lipca 1879 miała miejsce jego chirotonia na biskupa nowomyrhorodzkiego, wikariusza eparchii chersońskiej. Następnie od stycznia do października 1883 pełnił funkcję biskupa ostrogskiego, wikariusza eparchii wołyńskiej. W 1883 przeniesiony na katedrę wołogodzką.